# Чапаевский сельсовет (Верхнедвинский район)
Чапаевский сельсовет — упразднённая административная единица на территории Верхнедвинского района Витебской области Республики Беларусь. Сельсовет упразднён в 2013 году, населённые пункты были включены в состав Освейского сельсовета.

## Состав
Чапаевский сельсовет включает 27 населённых пунктов:
- Буды — деревня.
- Великое Село — деревня.
- Волесы — деревня.
- Гаврилино — деревня.
- Городиловичи — деревня.
- Денисенки — деревня.
- Доброплесы — деревня.
- Дубровы — деревня.
- Залучье — деревня.
- Игналино — деревня.
- Изубрица — деревня.
- Кобылинцы — деревня.
- Кострово — деревня.
- Красово[бел.] — деревня.
- Лисно — деревня.
- Любасно — деревня.
- Малашково — деревня.
- Мыленки — деревня.
- Освеица — деревня.
- Потино — деревня.
- Прошки — деревня.
- Рагелево — деревня.
- Страдно — деревня.
- Суколи — деревня.
- Церковно — деревня.
- Чапаевский — посёлок.
- Чернооки — деревня.